# Fosowskie

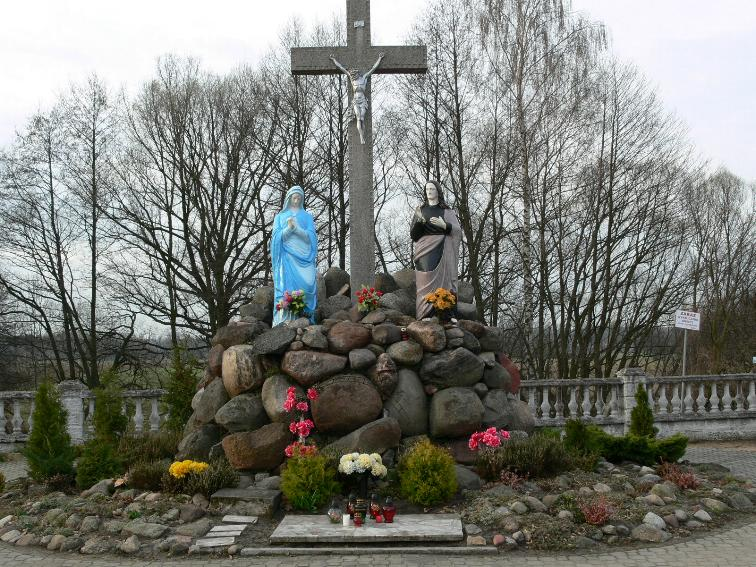
Katholischer Friedhof in Fosowskie

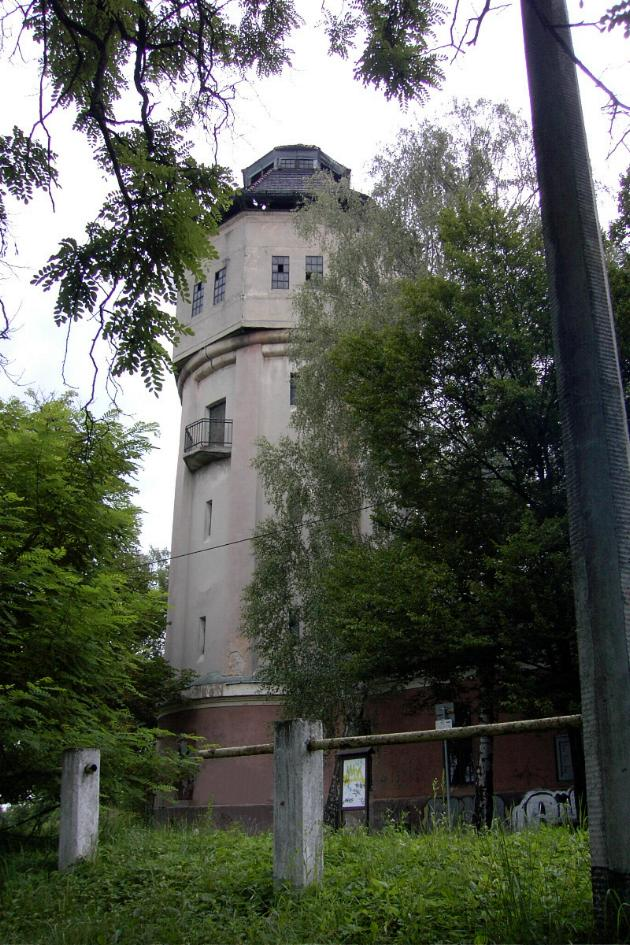
Wasserturm in Fosowskie

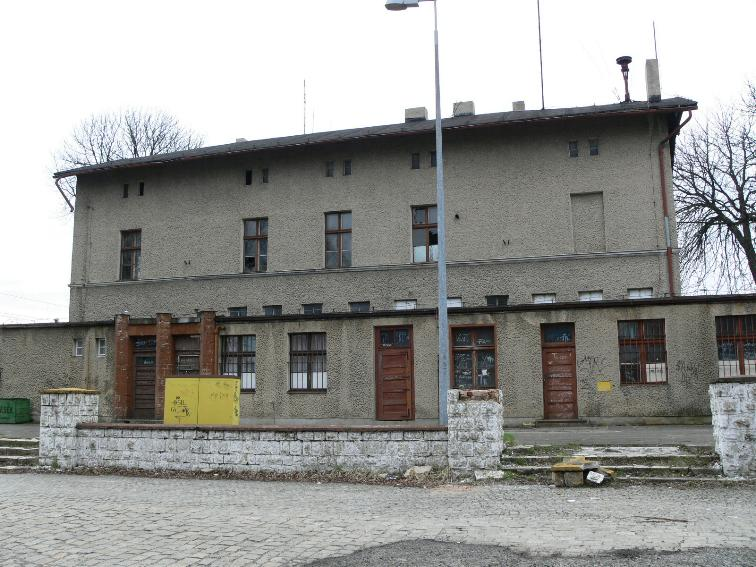
Bahnhof in Fosowskie

Fosowskie (deutsch Vossowska; 1936–45 Vosswalde; 1945–48 Wosowska) ist ein Stadtteil von Kolonowskie (deutsch Colonnowska) in Polen. Er liegt 1,5 Kilometer nordwestlich von Kolonowskie am Fluss Mała Panew (deutsch Malapane) im Powiat Strzelecki in der Woiwodschaft Oppeln.

## Geschichte
Der Gründer von Colonnowska, Philipp Graf Colonna, ließ 1790 am rechten Ufer des Erzweilerbaches ein weiteres Hüttenwerk durch den aus Westfalen stammenden Hüttenbaumeister Arnold Heinrich Voss (1753–1838) errichten. So entstand auch um diese Anlage eine kleine Wohnsiedlung für Arbeiter, die nach dem Namen des Hüttenbaumeisters benannt wurde.
Neben der Hütte entstand 1858 ein Bahnhof der Eisenbahnstrecke von Oppeln nach Tarnowitz, der sich schnell zu einem Eisenbahnknotenpunkt in Oberschlesien entwickelte. 1868 entstand die Strecke nach Kreuzburg, 1894 die nach Lublinitz. Im Jahre 1912 wurde von Vossowska aus eine Bahnverbindung nach Groß Strehlitz aufgenommen, ihr folgte 1913 eine Nebenstrecke in das benachbarte Guttentag (poln. Dobrodzień).
Das Hüttenwerk in Vossowska musste ebenso wie jenes in Colonnowska nach 1920 stillgelegt werden. Hauptarbeitgeber wurde die 1888 errichtete, nach 1990 abgerissene Pyrolysefabrik (zur „trockenen Holzdestillation“). 
Im Jahre 1911 gab es in Vossowska erstmals elektrischen Strom.
Verwaltungsmäßig gehörte der Ort dem Landkreis Groß Strehlitz an. 1936 erhielt er im Zuge der nationalsozialistischen Germanisierungs- beziehungsweise Umbenennungspolitik slawischer Ortsnamen den Namen Vosswalde.
1945 kam der bisher deutsche Ort zu Polen und wurde der Woiwodschaft Schlesien angeschlossen und, nach einem dreijährigen Intermezzo als Wosowska, zum 28. Juni 1948 in Fosowskie umbenannt. 1950 kam der Ort zur Woiwodschaft Oppeln.
Nachdem Fosowskie seit 1956 als eine stadtartige Siedlung galt, wurde es 1973 nach Kolonowskie, das dadurch Stadtrecht erhielt, eingemeindet.
Heute sind dort einige holzverarbeitende Betriebe ansässig sowie Izostal AG ein Handels- und Produktionsunternehmen für Rohrsysteme im Gassektor.